# Cresera intensa
Cresera intensa là một loài bướm đêm thuộc phân họ Arctiinae, họ Erebidae.